# 8311 Zhangdaning
8311 Zhangdaning este un asteroid din centura principală de asteroizi.

## Descriere
8311 Zhangdaning este un asteroid din centura principală de asteroizi. A fost descoperit pe 3 octombrie 1996 la Xinglong în cadrul programului Beijing Schmidt CCD Asteroid Program. Asteroidul prezintă o orbită caracterizată de o semiaxă mare de 2,30 ua, o excentricitate de 0,08 și o înclinație de 4,0° în raport cu ecliptica.